# Great Plumstead
Great Plumstead – wieś w Anglii, w Norfolk. W 1931 wieś liczyła 311 mieszkańców.